# Donegal (grevskap)
Donegal (iriska: Dún na nGall eller Contae Dhún na nGall) är ett grevskap på Irland. Namnet betyder utlänningarnas fästning.
Grevskapet kallades tidigare för Tyrconnel (Tír Chonaill). Flera försök gjordes för att få detta som officiellt namn i slutet av 1900-talet, men det påpekades att Inishowenhalvön inte ingick i det historiska området Tyrconnel. I iriskspråkiga sammanhang används namnet Tír Chonaill om gaeltacht-området i grevskapet.
Huvudort är Lifford, medan den största staden är Letterkenny. Den högsta punkten är Errigal med sina 752 meter över havet.

## Geografi
Donegal består mestadels av ett bergslandskap, med flera fjordar längs kusten. Den viktigaste fjorden är Lough Swilly. Klipporna Slieve League är den högsta kustklippan i Europa och Malin Head är den nordligaste punkten på ön. Utanför kusten ligger öarna Arranmore och Tory Island, som båda är bebodda och tillhör grevskapet. Det finns även en del obebodda öar.
Klimatet är milt på grund av Golfströmmen.

## Språk
Dialekten av det iriska språket som talas i Donegal är distinkt och har vuxit ur skotsk gaeliska. Det finns ett gaeltacht i Donegal, där man talar väst-Ulsterdialekt. Tidigare var det också ett gaeltacht på Inishowen där man talade öst-Ulsterdialekten. Donegaliriskan har ett starkt inflytande på de irisktalande på norra Irland.
Ulsterskotska talas också av en del människor i Donegal.